# Bériaboukro
Bériaboukro este o comună din departamentul Toumodi, regiunea  Lacs, Coasta de Fildeș.